# Ananca impressicollis
Ananca impressicollis is een keversoort uit de familie schijnboktorren (Oedemeridae). De wetenschappelijke naam van de soort is voor het eerst geldig gepubliceerd in 1954 door Pic.